# 分散型台帳
分散型台帳（ぶんさんがただいちょう、英: distributed ledger、distributed ledger technology、DLT）とは、共有台帳または分散型台帳技術（DLT）とも呼ばれ、地理的に異なる複数の場所、国、機関などにまたがって複製され、共有され、同期されるよう合意されたデジタルのデータである。
 中央集権型のデータベースとは異なり、中央管理者は存在しない。
一部のケースにおいては、Replicated Journal Technology（RJT）という用語が使われる場合もある。これはノードごとに情報が完全な形で複製され、データのブロックは時系列で繋がる為、会計上の台帳というよりも仕訳帳という形をとるからである。
ノードごとにまたがるデータ複製を実行するために、P2Pのネットワークとコンセンサスを取るアルゴリズムが必要となる。 分散型台帳の一例はブロックチェーンのシステムであり、パブリック型とプライベート型のいずれかの形態となる。

## 特徴
分散型台帳データベースは、P2Pネットワークにより複数のノード（デバイス）にまたがって存在し、それぞれが同一の完全な台帳を複製し保存し、独立して更新を行う。主要なアドバンテージは中央主権者を持たないという事である。台帳の更新が起きる時、ノードはそれぞれトランザクションを準備し、コンセンサスアルゴリズムによってどの複製が正しいかを投票する。合意に達した場合、そのた全てのノードは新たな正しい台帳に自らを更新する。 セキュリティは暗号キーと暗号署名によって達成される。

## タイプ
分散型台帳は、許可型と無許可型のどちらかのタイプをとる。承認を受けたものだけがノードを運用しトランザクションを検証できるか、それとも誰でも自由にできるかの違いである。
さらに、使われるコンセンサスアルゴリズムによってもの種類が異なってくる場合がある。（プルーフ・オブ・ワークシステム、プルーフ・オブ・ステーク、Hashgraphなど）